# Marius Canard
Marius Canard (Dracy-Saint-Loup, 26 dicembre 1888 – Parigi, settembre 1982) è stato un orientalista e storico francese.

## Biografia
Nato in un piccolo villaggio della regione centrale di Morvan, dove suo padre era maestro di scuola, il giovane Marius studiò dapprima nel Collège Bonaparte ad Autun per completare il suo percorso d'istruzione nella Facoltà di Lettere dell'Università di Lione. Qui studiò lingua araba, lingua turca e lingua persiana (il cosiddetto "tripode islamico", secondo una definizione di Francesco Gabrieli) sotto la guida del suo coetaneo Gaston Wiet (1887-1971).
Divenne professore in un liceo di Tolone nel 1913, poco prima di prender parte alla prima guerra mondiale nel 16º reggimento di cavalleria di stanza a Beaune, guadagnandosi nel corso del conflitto, per il suo coraggio mostrato in azione, la Croce di Guerra con stella d'argento.
Alla fine della guerra ottenne di insegnare in Marocco, conseguendo un'ottima conoscenza dell'arabo: elemento essenziale per chiunque voglia occuparsi di storia islamica per attingere direttamente alle fonti primarie.
Nel 1920 tornò a Lione, insegnando nel Lycée du Parc e, per affinare ulteriormente le sue conoscenze linguistiche, ottenne di entrare nella Facoltà di Lettere in cui aveva inizialmente studiato, affrontando qui anche lo studio del sanscrito. 
Si recò poi all'École des Langues Orientales (oggi nota come INALCO) di Parigi, frequentando sia William Marçais (1872-1956), sia Georges Marçais (1876-1962). Fu quest'ultimo a convincere Canard a tornare in Maghreb, prima al Lycée de Tunis e poi come professore universitario nella Facoltà di Lettere dell'Università di Algeri, in cui più tardi, assieme a Georges Marçais, darà vita all'Institut d'Études Orientales nella sua Facoltà, dotata di una sua rivista presto affermatasi nel panorama dell'orientalismo internazionale: gli Annales.
Dopo 44 anni d'insegnamento ad Algeri, Canard andò in pensione nel 1961, eleggendo come sua residenza finale Parigi.
Membro di numerose accademie internazionali, Canard approfittò della maggior libertà derivante dalla fine dei suoi impegni didattici per realizzare quello che a tutt'oggi, appare il miglior contributo alla conoscenza degli Hamdanidi, riprendendo alcuni suoi importanti contributi dati alle stampe già nel 1934.
Un altro file di ricerca assai fruttuoso fu la storia fatimide, facendo progredire le conoscenze su questo importante califfato sul quale i primi importanti studi orientalistici sono dovuti quasi esclusivamente a Vladimir Ivanov (1886-1970).
Non vanno dimenticati i suoi studi sui contatti tra Islam e Impero bizantino ed è anche a lui (oltre che, in prima istanza a Henri Gregoire, senza dimenticare il contributo di Carlo Alfonso Nallino) che si deve l'ottima edizione francese della ponderosa opera in due volumi di Alexandr A. Vasiliev Vizantija i Araby (San Pietroburgo, 1900-1902). 

## Principali opere
- "Les expéditions des Arabes contre Constantinople dans l'histoire et dans la légende", su: Journal Asiatique, 208 (1926), pp. 61–121.
- "Les relations diplomatiques entre Byzance et l'Égypte dans le Ṣubḥ al-Aʿshā de Qalqashandī", Atti del XIX Congresso Internazionale degli orientalisti, Roma, 1935 (stampato nel 1938), pp. 579–580.
- Numerosi Lemmi su The Encyclopaedia of Islam², tra cui «al-Baṭṭāl, ʿAbd Allāh», «Dhu'l-Himma or Dhāt al-Himma», «Ḥamdānides», «Ḥusayn b. Ḥamdān», «Ibn Faḍlān», «Ibn Nubāta», «Abū Yaḥyā», «ʿĪsā b. al-Shaykh», «Luʾluʾ», «Abū Taghlib».
- "Quelques ‘à coté' de l'histoire des relations entre Byzance et les Arabes", in: Studi orientalistici in onore di Giorgio Levi Della Vida, Roma, Istituto per l'Oriente, 1956, vol. I, pp. 98–119.
- "Les principaux personnages du roman de chevalerie arabe <underline>D</underline>hāt al-Himma wa-l-Baṭṭāl", su: Arabica, 8 (1961), pp. 158–173.
- Sayf al-Daula. Recueil de textes relatifs à l'émir Sayf al-Daula le Hamdanide, avec annotations, édité par M. Canard (Bibliotheca Arabica, VIII), Algeri, J. Carbonel, 1934, 484 pp.
- "Une lettre du calife fāṭimide al-Ḥāfiẓ (524-544/1130-1149) à Roger II", in: Atti del Convegno Internazionale di Studi Ruggeriani, Palermo, 1955, vol. I, pp. 125–146
- "Quelques notes relatives à la Sicile sous les premiers califes fatimides", in: Studi medievali in onore di Antonio De Stefano, Palermo, 1956, vol. I, pp. 125–146.
- "La relation du voyage d'Ibn Faḍlān chez les Bulgares de la Volga", su: Annales de l'Institut d'Etudes Orientales de l'Université d'Alger (AIEO), 16 (1958), pp. 41–146.
- Ibrāhīm b. Yaʿqūb et sa relation de voyage en Europe", in: Études d'Orientalisme dédiées à la mémoire de Lévi-Provençal, Parigi, 1962, vol. 2, pp. 503–508.
- "Fāṭimides et Būrides à l'époque du calife al-Ḥāfiẓ li-Dīni-llāh", su: Revue des Études Islamiques, 35 (1967), pp. 103–117.